# Anima III
『ヰ世界情緒 3rd ONE-MAN LIVE「Anima III」』（いせかいじょうちょ サードワンマンライブ アニマ スリー）は、2024年8月7日に神奈川県横浜市のパシフィコ横浜国立大ホールにて開催されたバーチャルアーティストヰ世界情緒の音楽ライブである。「Anima」「Anima II」に次ぐ「Anima」シリーズのワンマンライブであり、ヰ世界情緒にとって初の現地ライブであった。

## 概要
2024年8月7日と8月8日の2日間にわたり、「KAMITSUBAKI WARS 2024 神椿横浜戦線 IN パシフィコ横浜」として開催されたイベントの1日目の公演であった。2日目の「KAMITSUBAKI FES '24 THE DAY THE EARTH STOOD STILL」は、KAMITSUBAKI STUDIO所属アーティストとクリエイターが一堂に会するライブイベントとして開催された。
ヰ世界情緒のワンマンライブシリーズは魂を意味する「Anima」と題されており、本公演は「Anima」「Anima II」に次ぐ「Anima」シリーズの3回目のワンマンライブであった。これまでのライブとは異なり、有観客の現地ライブであった。本公演1曲目には、ライブタイトル「アニマ」という言葉を歌詞に含む楽曲である「描き続けた君へ」が演奏された。
ライブのイメージ映像では、野草が生い茂る中に建つ赤レンガの建物を背景に、汽車から降り立ったヰ世界情緒は、野草の中で白い旗を持って立つ様子が描かれている。
ヰ世界情緒はインタビューの中で、真摯に自分の曲と歌をファンの皆さんに届ける真っ直ぐなライブにしたいと語った。

## 演目と演出
開演前のアナウンスはヰ世界情緒の声を元に生まれた音楽的同位体 星界により行われた。
公演では、バンドとストリングス隊による8人での演奏が行われた。VALISとAiobahn、人工歌唱ソフトウェア「音楽的同位体 星界」がゲスト出演した。また、VALISとの新曲「ぼくらの逃避行」や、「Capullo」「アンビバレント」といった新曲が発表された。
セットリストは下記の通りである。
| No.        | タイトル                        | 衣裳                 | 備考               |
| ---------- | ------------------------------- | -------------------- | ------------------ |
| 01.        | 描き続けた君へ                  | 普遍体 Nemophila I   |                    |
| 02.        | ディメンション                  | 普遍体 Nemophila I   |                    |
| 03.        | 暮れなずむ約束                  | 普遍体 Nemophila I   |                    |
| 04.        | システムズコア                  | 普遍体 Nemophila I   |                    |
| 05.        | そして白に還る                  | 普遍体 Nemophila I   |                    |
| 06.        | ラピスのお人形                  | 普遍体 Nemophila I   |                    |
| 07.        | グレイスケイル                  | 普遍体 Nemophila I   |                    |
| 08.        | 物語りのワルツ                  | 普遍体 Nemophila I   |                    |
| 09.        | 此処に棘と死を                  | 普遍体 Nemophila II  |                    |
| 10.        | いろはに咲きて                  | 普遍体 Nemophila II  |                    |
| 11.        | ヰ世界の宝石譚                  | 普遍体 Nemophila II  |                    |
| 12.        | シリウスの心臓                  | 普遍体 Nemophila II  |                    |
| 13.        | 異世界転調リクヱスト with VALIS | 変異体 Margaret Sol  | ゲストにVALIS      |
| 13.        | ぼくらの逃避行 with VALIS       | 変異体 Margaret Sol  | ゲストにVALIS      |
| 14.        | new world with Aiobahn          | 変異体 Margaret Sol  | ゲストにAiobahn    |
| 15.        | Capullo                         | 変異体 Margaret Luna |                    |
| 16.        | アンビバレント                  | 変異体 Margaret Luna |                    |
| 17.        | ANGELIC                         | 変異体 Edelweiss     |                    |
| 18.        | シェイク with 星界              | 変異体 Edelweiss     | 星界とのデュエット |
| 19.        | 眠りゆく芽吹き                  | 変異体 Edelweiss     |                    |
| 20.        | ARCADIA                         | 変異体 Edelweiss     |                    |
| アンコール |                                 |                      |                    |
| 21.        | かたちなきもの                  | 普遍体 Sunflower     |                    |
| 22.        | みらいのかたち                  | 普遍体 Sunflower     |                    |

### ライブ衣装
公演では、4回衣装替えが行われた。最初はネモフィラを模した衣装（普遍体 Nemophila I）でパフォーマンスが行われた。最初の衣装チェンジは9曲目の「此処に棘と死を」の前で、黒を基調とした衣装である普遍体 Nemophila II への衣装チェンジが行われた。VALISとの共演前にも白と黄色を基調にした変異体 Margaret Sol（マーガレットソル）への衣装チェンジが行われた。この衣装は、2023年4月のVirtual Mini Live「Parallel Canvas」で初めて披露された衣装であるが、これまで名前が発表されていなかった。15曲目の新曲「Capullo」では、変異体 Margaret Luna（マーガレットルナ）への衣装チェンジが行われた。変異体 Margaret Luna は2023年10月に開催されたVirtual Mini Live「Parallel Canvas II」で初めて披露された衣装である。17曲目の「ANGELIC」の前にも新衣装へのチェンジが行われ、変異体 Edelweiss（エーデルワイス）となった。アンコールの後には普遍体 Sunflower（サンフラワー）と呼ばれる、ヒマワリを模した衣装への変化が行われた。

### ゲストの出演
VALISとの共演では、「異世界転調リクヱスト」と新曲「ぼくらの逃避行」でフォーメーションダンスが披露された。「異世界転調リクヱスト」は1月13日に開催された『V.W.P 2nd ONE-MAN LIVE「現象II -魔女拡成-」』で初めて披露されたコラボの再演であった。VALISに次いでAiobahnがゲストとして登場し、DJとしてコラボ楽曲「new world」が演奏された。「シェイク」では、星界との掛け合いが行われた。

### 新曲の発表
VALISとのコラボ楽曲「ぼくらの逃避行」は本公演で初披露された。また、変異体 Margaret Luna でパフォーマンスされた「Capullo」および「アンビバレント」も本公演で発表された。「眠りゆく芽吹き」は4曲目の新曲であり、動画の撮影とSNSへの投稿が許可された。
アンコール後のライブ最後の楽曲「みらいのかたち」は、5曲目の新曲で、ヰ世界情緒が作詞した楽曲である。

## エンディング
エンドロールの後には、過去の「Anima」公演のBlu-rayのリリース、バーチャルミニライブ「parallel canvas」から派生するコンセプト楽曲シリーズの始動、2025年冬の「ヰ世界情緒展Ⅱ」の開催などが発表された。